# Рибінськ
Ри́бінськ (також Рибинськ; до 1777 — Рибна слобода, в 1946—1957 роках — Щербаков; рос. Рыбинск) — місто обласного підпорядкування в Ярославській області, Російська Федерація. Розташоване на річці Волга, на берегах Рибінського водосховища. Засноване в 1071 році. Порт.
Адміністративний центр Рибінського району, проте до складу району не входить, утворюючи міський округ місто Рибінськ.

## Основні відомості
Друге за кількістю населення, після обласного центру, місто Ярославської області. Населення — 188,7 тис. осіб (2018).
Рибинськ розташований біля місця злиття річок Волги, Шексни і Черьомухи. Крім них, у місті також протікає кілька дрібних річок і струмків. Місто розташоване у найпівнічнішій точці Волги, до Рибинська вона тече переважно на північний схід, а від Рибинська повертає на південний схід. Рибинськ розташований на обох її берегах, але основна частина лежить на правому березі, орієнтований вздовж неї і має протяжність 27 км при ширині не більше 6 км.

## Палеонтологія
На околицях Рибінська виявлено скам'янілості темноспондилів, що мешкали в ранньому тріасовому періоді. Викопні залишки Thoosuchus та бентозуха (Benthosuchus) знайдені у верхній частині рибинського горизонту нижньооленецького под'ярусу.

## Відомі уродженці
- Єрмошин Михайло Олександрович (* 1953) — професор, доктор військових наук.
- Казаков Сергій Олексійович (1873—1936) — російський і радянський астроном.
- Максимов Володимир Костянтинович (1899—1945) — радянський військовик, Герой Радянського Союзу, генерал-майор.
- Ошанін Лев Іванович (1912—1996) — радянський поет-пісняр.
- Рапов Олег Михайлович (1939—2002) — російський історик.
- Джозеф Майкл Шенк (1878—1961) — американський кінопродюсер, піонер кіноіндустрії.
- Ягода Генріх Григорович (1891—1938) — перший нарком внутрішніх справ СРСР.